# Льюис (Англия)
Льюис (англ. Lewes; [ˈluːɪs] (слушать)о файле) — город в Англии, административный центр английского графства Восточный Суссекс и одноимённого административного района.
На 2001 год в городе жило 15 988 человек, его площадь составляла 11,4 км².
Археологические данные свидетельствуют о населённости района в доисторические времена. Ученые считают, что здесь располагалось римское поселение Мутуантонис (Mutuantonis). Саксы построили замок, впервые организовав мотт и бейли как оборонительный пункт на реке, и дали городу его имя. В целом название города происходит от старосаксонского слова «Hlaew», «холм».
5 ноября в городе ежегодно проходит одна из крупнейших и известнейших в Англии Ночей Гая Фокса.
Место действия романа «Коллекционер» Джона Фаулза.

### Льюисский фунт
Местная/ региональная валюта города, действует с 9 сентября 2008 года.
Опыт города послужил основой для внедрения в 2009 году в Брикстоне/Лондон валюты района — Брикстонский фунт.